# Dibrommethan
Dibrommethan ist eine chemische Verbindung aus der Gruppe der aliphatischen gesättigten Halogenkohlenwasserstoffe und organischen Bromverbindungen. Die Verbindung ist der zweifachsubstituierte Vertreter der Reihe der Brommethane mit Brommethan, Dibrommethan, Tribrommethan und Tetrabrommethan.

## Vorkommen
Dibrommethan wird natürlich von einigen arktischen Makroalgen produziert.

## Gewinnung und Darstellung
Die industrielle Herstellung von Dibrommethan erfolgt aus Dichlormethan durch einen Halogenaustausch mittels Brom und Aluminium:
{\displaystyle \mathrm {6\,CH_{2}Cl_{2}+3\,Br_{2}+2\,Al\rightarrow 6\,CH_{2}BrCl+2\,AlCl_{3}} } und
{\displaystyle \mathrm {6\,CH_{2}BrCl+3\,Br_{2}+2\,Al\rightarrow 6\,CH_{2}Br_{2}+2\,AlCl_{3}} }
bzw. mittels Bromwasserstoff in Gegenwart von Aluminiumchlorid:
{\displaystyle \mathrm {CH_{2}Cl_{2}+HBr\xrightarrow {AlCl_{3}} \ CH_{2}BrCl+HCl} } und
{\displaystyle \mathrm {CH_{2}BrCl+HBr\xrightarrow {AlCl_{3}} \ CH_{2}Br_{2}+HCl} }.
Beide Synthesen verlaufen über das Zwischenprodukt Bromchlormethan. Die Ausbeute an beiden Produkten kann über die Stöchiometrie der Ausgangsstoffe eingestellt werden.
Dibrommethan kann ähnlich wie Diiodmethan durch Reaktion von Bromoform mit Natriumarsenit und Natriumhydroxid gewonnen werden.
{\displaystyle \mathrm {CHBr_{3}+Na_{3}AsO_{3}+NaOH\rightarrow CH_{2}Br_{2}+Na_{3}AsO_{4}+NaBr} }
Ein anderer Weg der Herstellung ist die Reaktion von Diiodmethan mit Brom.

## Eigenschaften
Dibrommethan ist eine flüchtige, farblose bis gelbliche Flüssigkeit mit süßlichem Geruch. Unter Normaldruck siedet die Verbindung bei 97 °C. Die Dampfdruckfunktion ergibt sich nach Antoine entsprechend log10(P) = A−(B/(T+C)) (P in bar, T in K) mit A = 4,51734, B = 1546,096 und C = −28,977 im Temperaturbereich von 238 K bis 372 K. Die Mischbarkeit mit Wasser ist nur begrenzt. Mit steigender Temperatur steigt die Löslichkeit von Dibrommethan in Wasser bzw. steigt die Löslichkeit von Wasser in Dibrommethan.
| Mischbarkeiten zwischen Dibrommethan und Wasser[12] |         |      |       |       |       |       |       |       |       |       |       |
| Temperatur                                          | °C      | 0    | 9,7   | 19,3  | 29,5  | 39,5  | 49,5  | 59,9  | 69,9  | 79,8  | 90,1  |
| Dibrommethan in Wasser                              | in Ma-% | 1,17 | 1,13  | 1,28  | 1,14  | 1,20  | 1,27  | 1,36  | 1,36  | 1,61  | 1,51  |
| Wasser in Dibrommethan                              | in Ma-% |      | 0,040 | 0,056 | 0,069 | 0,091 | 0,120 | 0,164 | 0,155 | 0,153 | 0,200 |
Dibrommethan zersetzt sich bei Einwirkung von Hitze oder Licht, wobei Brom und Bromverbindungen entstehen.

## Verwendung
Dibrommethan ist ein Zwischenprodukt bei der Herstellung von Herbiziden und Pestiziden. Ebenfalls wird es in geringen Konzentrationen in Halogenlampen eingesetzt.